# Heinrich Joseph Baermann

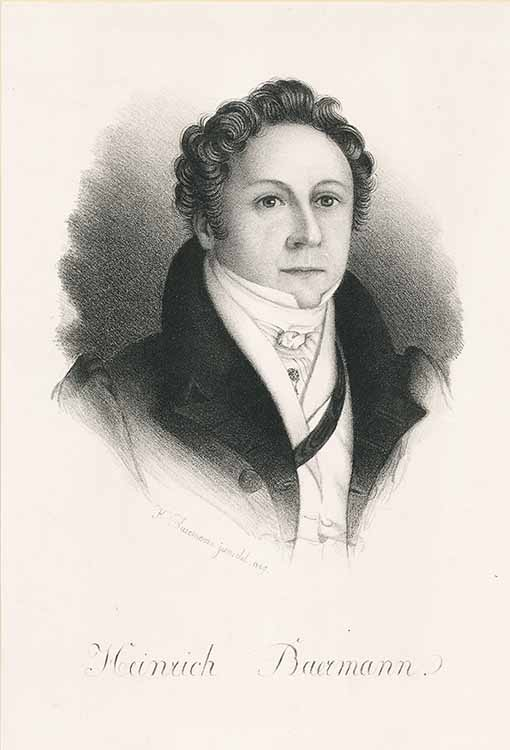
Heinrich Joseph Baermann

Heinrich Joseph Baermann, född 14 februari 1784 i Potsdam, död 11 juni 1847 i München, var en tysk klarinettist.
Baermann var intill 1806 oboist i ett garderegemente i Berlin och senare hovmusiker i München. Han var god vän till Carl Maria von Weber och Giacomo Meyerbeer, som komponerade åtskilligt för honom, och firade på sina konsertresor stora triumfer. Han komponerade för klarinett.